# قائمة شخصيات إلفن ليد
الشخصيات في مانغا وأنمي إلفن ليد من تأليف لين أوكاموتو، مع مساعد تصميم الشخصيات سيجي كيشيموتو لنسخة الأنمي. الحبكة والشخصيات موصوفة بالأسفل بنبرة داخل القصة. تدور أحداث إلفن ليد في كاماكورا، اليابان. حيث اكتُشفت سلالة فرعية لبشر متحولين خياليين، بقوى تحريك عقلي عنيفة. معروفة باسم ديكلونيوس، أي شخص تظهر عليه علامات التحول إما يحتوى في منشأة أبحاث الديكلونيوس أو يُقضى عليه.

## الحبكة
تدور القصة حول ديكلونيوس باسم لوسي، الهاربة من منشأة أبحاث، قاتلة درزنين من البشر هناك في المقابل. لكنها أُصيبت في رأسها مما بدلها لشخصية منفصلة طفولية تجهل العالم حولها ولا تستطيع إلا قول 'نيو'. إلى جانب لوسي، تتحدث القصة عن الشاب المراهق المدعو كوتا، العائد لكاماكورا من أجل الدراسة، بعد عشر سنوات من مقتل والده وأخته الصغرى. بعد لقائه بقريبته، يوكا، التي لم يرها لفترة طويلة، بدآ يعيشان مع بعضهما في خان مغلق، أعطي لكوتا من قبل والدي يوكا. بعد المشي على الشاطئ معاً، حيث اعتاد الاثنان على اللعب معاً في طفولتهما، التقيا نيو المصابة والعارية، التي اعتنيا بها في البداية كفتاة ضائعة. لكن، بعد أحداث غريبة مع بشر يبحثون عن لوسي الهاربة في منطقة كاماكورا، سمح كوتا ويوكا لنيو بالبقاء في منزلهما، حيث أنها لا تملك مكاناً آخر لتذهب إليه. في النهاية، التقيا بالفتاة المشردة مايو وكلبها وانتا، ديكلونيوس أخرى باسم نانا، والمغنية المصابة بسلس البول نوزومي، الذين سمحا لهم بالبقاء معهما أيضاً.

## أبطال القصة

### لوسي
الأداء الصوتي: ساناي كوباياشي
لوسي (ルーシー Rūshi)، هي فتاة ديكلونيوس، خمسة عشر عاماً (ستة عشر عاماً في الأنمي) والبطلة المحورية للسلسلة. تمتلك لوسي موجهات بمدى قدره متران تقريباً (6.56168 ق). مع ذلك، فقد تكون سريعة وقاتلة داخل ذلك المدى، وتستخدم أي شيء بقربها كقذائف عالية السرعة للقتل من مسافات أبعد. لوسي قادرة أيضاً على إيقاف أو صد معظم الذخائر المعيارية عندما تركز على ذلك.
لوسي تكره البشر والسبب الرئيسي هو كيف أنها نُفرت من قبل زملائها البشر وهو صغيرة، الكثير منهم قُتلوا على يديها بعد إمساكهم لجرو كانت تعتني به وضربوه حتى الموت أمام عينيها. وبالتالي، فهي تنتقص غير الديكلونيوس، معتبرة أنهم ليسوا بشراً حقيقيين، لدرجة إخبارها لنانا أنها «لم تقتل أحداً بعد». لوسي ينقصها التشاعر وتقتل بدون اهتمام كردة فعل اعتيادية، غالباً ما تقتل كفعل منعكس. سادية للغاية، تقطع الأطراف وتعمي خصومها، تتركهم ينزفون حتى الموت بدلاً من قتلهم مباشرة. رغم هذا النقص في الاهتمام بحياة البشر، إلا أنها لا تؤذي كوتا، وبكت واعتذرت لقتلها عائلته بسبب غيرتها؛ تحب كوتا، لكن بسبب أفعالها في الماضي، فهي تعتقد أنه سيكون راضياً بدون وجودها. ولهذا، فهي تتجنب القتل بحضوره، عدا نهاية السلسلة، عندما قتلت وحدة فريق الاقتحام الخاص بأكملها أمامه. مع ذلك، إلا أنها ليست متنازلة عن تصرفات الغيرة، مستعملة موجهاتها لدفع يوكا عندما رأتها ممسكة كوتا يداً بيد.

#### نيو
الأداء الصوتي: ساناي كوباياشي
نيو (にゅう Nyū) هي شخصية منفصلة من لوسي نشأت بعد اختراق رصاصة.50 BMG للخوذة المعدنية المغطية لرأسها أثناء هربها. لدى نيو شخصية طفولية ومعرفة ضئيلة بالعالم، وتفتقد مهارات التحدث اللغوية، كونها قادرة على قول «نيو» و«كوتا» معظم الوقت. مع تقدم السلسلة تحسن حديثها كثيراً، حتى صارت قادرة على التحدث بشكل طبيعي. نيو بريئة وغير قادرة على التصرف بعنف، معاكسة للقاسية والسادية لوسي؛ تجسيد «جانبها الطيب». عندما تُهاجَم نيو بعنف (أو تصاب في رأسها)، تعود إلى لوسي؛ وبالمثل، عندما تعامَل لوسي بالحب واللطف، أو تريد إخفاء نفسها عن كوتا، تتغير مجدداً إلى نيو. في حين أن نيو وُجِدت أصلاً بسبب صدمة، فإن لوسي أيضاً تشجع ظهورها لا شعورياً بسبب شعورها بالذنب تجاه كوتا ولتمنعها من إيذائه (بشكل مباشر أو غير مباشر).
قصت نيو شعرها محاولة أن يكون مظهرها مثل أخت كوتا الصغرى الراحلة كاناي، التي قال لها أشياء فظيعة قبل موتها على يدي لوسي. عندما فكر كوتا لو كاناي ستسامحه على ما قاله، نسخت نيو مظهر كاناي بشعر القصير وشريطة و، بسبب سؤال كوتا لنيو عما كانت تنوي فعله، قالت، «أنا كاناي» وقالت أنها سامحت كوتا حتى لا يكون حزيناً. من باب الصدفة، كانت تلك نفس تسريحة شعر لوسي عندما كانت طفلة.
لوسي مكتومة من قبل نيو لجزء كبير حتى نهاية السلسلة، بسبب تضرر أحد قرنيها، لكنها خرجت مجدداً في قتالها الثاني مع باندو. عادت مجدداً في الفصل 83، حيث عاد قرناها أطول من السابق ونواقل أطول بكثير (طويلة بشكل كاف لتصل إلى مروحية طائرة) عندما قتلت الجنود أمام عيني كوتا. هذا جعله يتذكر أنها من قتل عائلته. مع ذلك، تضرر قرناها مجدداً وقُبِض عليها وجُلِبت إلى الرئيس كاكوزاوا. كشف كاكوزاوا خطته للقضاء على الجنس البشري وملء العالم بالديكلونيوس، وأحضره ابنه، الأخ غير الشقيق للوسي، محاولاً إقناعها للانضمام إليه. بالرغم من عدم امتلاكها لقرنين، إلا أنها استطاعت استعمال نواقلها وقتلهما كليهما. هربت من الجزيرة الغارقة لمقابلة كوتا من جديد.
كوتا الذي لا يزال مصاباً كان بانتظارها ومن ثم أخذها إلى أعلى منارة كانت أخته تحب المنظر منها. هناك اعتذرت لوسي لكوتا وجعلها تعده بألا تقتل مجدداً، قامت بذلك وذهبت لإحضار الإسعاف، لكن كوراما كان بانتظارها وأطلق عليها النار. لوسي مستعدة للموت لكن شخصيتها الثالثة الجديدة المتجسدة (بالكامل)، المبنية بالكامل من غرائز الديكلونيوس (كما في الارتجاعات، التي حفزت لوسي على البدء بالقتل)، قطعت ذراعه. ظهر كوتا وظن أنها قد خانت وعدهما بالفعل، أطلق كوراما النار مجدداً، لكن كوتا وقف في الطريق لحمايتها. مضت لوسي بعدها في هياج بنواقل أطول بشكل هائل، مدمرة المدينة ومسببة هجوماً عسكرياً عليها. إلا أن إنتروبيتها وصلت للحد الأقصى وبدأ جسمها بالتلف، لذا استعملت ما بقي من قواها لتجميع خلايا كوتا معاً وإنقاذه بينما تغني «إلفنليد». عائلة نزل كايدي جميعهم وصلوا للمكان وكذلك الجيش، وبدأت لوسي بمهاجمتهم. موفياً بنذره مع لوسي في طفولتهما، قتلها كوتا.

### كوتا
الأداء الصوتي: تشيهيرو سوزوكي
كوتا (コウタ Kōta) هو البطل الذكر في القصة وأدخل أول مرة عند وصوله إلى محافظة كاناغاوا لحضور الكلية، مع ترتيبه سابقاً للبقاء مع ابنة عمتة يوكا أثناء فترة دراسته.
دخل كوتا القصة عندما أعطته عائلة يوكا مطعماً مغلقاً، نزل كايدي، طالما يقوم بالاهتمام به، وبدأ العيش هناك مع يوكا مع ذهابه إلى الجامعة. لدى كوتا ذكريات صادمة مكبوتة لمشاهدة موت والده وأخته، واتضح لاحقاً أن لوسي هي القاتلة، حيث فعلت ذلك بسبب الغيرة. بسبب فقدانه لهما، كوتا متعاطف تجاه الفتيات اللاتي يتعرضن للمشاكل وكريم ومدافع عن الفتيات حوله، بسبب ارتباطه بهن ولأنهن يذكرنه بأخته الصغرى الراحلة، كاناي. هو أيضاً، لمعظم الوقت، نسي كيف كان هو ويوكا قريبين في طفولتهما، بينما لا تزال يوكا تحبه. لكن أثناء هبوب عاصفة، عندما احتمى الاثنان معاً، سألته ما إذا كان يحبها. بعد ذلك، قبلته يوكا واعترف كوتا بأنه لم ينسَ أنه أحبها من قبل ولا يزال كذلك وقبّلها أيضاً.
التقى لوسي لأول مرة عندما كانت عائلته تزور عائلة يوكا في الصيف. عندما ذهب للجبل ليرسم، كانت لوسي قد هربت لتوها من الميتم بعد قتلها 4 أطفال (أول ضحاياها). في الأنمي، أخذ كوتا معه صندوق موسيقي كان قد اشتراه للتو تُعزَف فيه «ليليوم» وبدأ بالحديث معها حيث أنها أحبت أغنية الصندوق. وجد كوتا قرنيها فاتنين وأعطاها قبعة لتخفيهما عن العامة. سألها كوتا إن كان بإمكانه أن يصير صديقها وقضى وقته معها، أخذها لحديقة الحيوانات، وأخبرها بأنه يحب النظر إلى «الحيوانات الغريبة». في هلوسة لوسي، فهمت ذلك كسبب معاملته لها بلطف. كذب كوتا بشأن جنس ابنة عمته وأخبرها بأنها صبي حتى لا تشعر بالانزعاج أو الغيرة. عندما اكتشفت أنه كذب عليها، ركبت خفية القطار الذي ركبه وقتلت عائلته. قبل أن تذهب لقتل يوكا، عرقلها وصاح بأن تتوقف عن قتل الناس وهربت بعد ذلك.
ذكرياته المكبوتة أُثيرت عندما استعملت لوسي نواقلها لقتل عشرات الجنود أمام عينيه. اللقاء بين كوتا ولوسي مختلف بشكل كبير، في المانغا، اعتذرت لوسي وجعلها كوتا تعده بألا تقتل مجدداً، لكن كوراما أطلق عليها النار واعترض كوتا طريقه لحمايتها. مع بدء جسم لوسي بالتلف، استعملت ما بقي من قواها لإعادة خلايا كوتا معاً وإنقاذه. موفياً بوعده لها في طفولتها، قتلها كوتا. بعد عشر سنين، بعد القضاء على خطر الديكلونيوس، تزوج كوتا ويوكا وسميا ابنتهما «نيو».
في نسخة الأنمي، أكدت لوسي لكوتا بأن بإمكانها القضاء على البشر خلال 5 سنوات، لكنها رفضت ذلك لأنه يعني موته. بدا أن كوتا فهم أن شيئاً فظيعاً بالفعل حدث لها وحولها إلى قاتلة قاسية القلب و، مع قوله بأن لا يستطيع مسامحتها، اعترف كوتا بحبه للوسي. قبلت لوسي كوتا ومن ثم تعانقا. في وقت لاحق، كوتا مع «عائلة» نزل كايدي، بمن فيهم نانا، استقروا حتى توقف صندوق الموسيقى، ظهر شخص عند الباب الأمامي وبدأت ساعة الجد تدق.

### يوكا
الأداء الصوتي: ماميكو نوتو
يوكا (ユカ Yuka) هي ابنة عمة كوتا، في نفس عمره، وانتقلت معه إلى نزل كايدي. لدى يوكا مشاعر حب تجاه كوتا منذ الطفولة، وتتصرف بغيرة تجاه اهتمام كوتا بنيو. مع ذلك، اتضح لاحقاً أنها تغار من أية فتاة، مهما يكن عمرها، تعتقد بأنها قد تكون قريبة من كوتا، لدرجة اللاعقلانية، لكن في الأنمي، غيرتها محدودة تجاه نيو، التي تنظر إليها يوكا كمنافستها في عاطفة كوتا.
في إحدى المرات تبادلها كوتا مشاعرها، أثناء بحث كوتا ويوكا عن نيو (بعد هربها من مختبر البروفيسور)، احتمى الاثنان عن المطر في ضريح ساسكي إيناري. أثناء احتضانهما لبعضهما محاولين إبقاء نفسيهما دافئين، اعتذر كوتا لعدم تذكره أي شيء عن الوقت الذي كانا فيه معاً في طفولتهما، لكنه اعترف بأنه يتذكر حبه لها وأنه كان يحبها دائماً. قبّل الاثنان بعضهما، حتى أن يوكا قد أُثيرت جنسياً، وتواعدا بأن يبقيا مع بعضهما دائماً. مع ذلك، عندما عثرا على نيو بعد ذلك، تشارك كوتا ونيو عناقاً طويلاً، مما أثار غيرة يوكا مجدداً.
وصفت مايو في إحدى المرات يوكا كـ«الأم» في النزل، وكوتا كـ«الأب». يوكا تمتلك جانباً مهتماً وناضجاً، وتبدو مدافعة عن كل من نيو ومايو، ولاحقاً نانا. من الواضح أن يوكا تهتم بالفتيات بعمق حيث أنها، مثل كوتا، لا تستطيع رد الناس الذين تركهم آباؤهم ومجتمعهم. مع ذلك، في بعض الأحيان، تكون مراهقة نموذجية، خاصة عندما يتعلق الأمر بمشاعرها تجاه كوتا والصداقة مع الفتيات اللاتي أتين للعيش معهما.
في الفصل الأخير، ظهرت وهي تعيد بناء النزل مع البقية. بعد عشر سنين، تزوج كوتا ويوكا وسميا ابنتهما «نيو».

### مايو
الأداء الصوتي: إيميكو هاغيوارا
مايو (マユ Mayu) فتاة مشردة عمرها ثلاث عشرة سنة. (في المانغا دخلت القصة في الثانية عشرة ودخلت الثالثة عشرة؛ لكن في الأنمي دخلت القصة في الثالثة عشرة ودخلت الرابعة عشرة.) مايو قُدمت عندما وصلت إلى مطعم مغلق (الذي سُكن من قبل كوتا، يوكا ونيو) لتعيد مظلة وجدتها ملقاة على الشاطئ. مايو مشردة وتعيش على الشاطئ مع جرو ضائع أسمته وانتا، متناولة معظم الوقت قشور الخبز من مخبز قريب.
أثناء القتال بين لوسي/نيو ونانا، أصيبت مايو إصابات طفيفة. عندما استيقظت في المستشفى، طلبت منهم الاتصال بكوتا قائلة بأنه من أقاربها، كوتا ويوكا، مفكرين في سبب عدم اتصالها بعائلتها الحقيقية (وشاكين بالفعل بأن مايو قد تكون مشردة)، طلبا منها البقاء لتناول العشاء في نزل كايدي. مايو، مقررة بأن القتال بين لوسي/نيو ونانا كان مجرد كابوس، كونت صداقة مع نيو أثناء استحمامهما معاً، وقبلت مايو عرض بقائها تلك الليلة معهم. في الصباح التالي، اكتشف كوتا ويوكا أن مايو قد رحلت؛ تركت مايو ملحوظة تشكرهما فيها على المساعدة مع قولها بأنها لا تريد أن تكون عبئاً على أحد.
اتضح أن مايو كانت تتعرض لمضايقات جنسية من قبل زوج أمها قبل هربها من منزلها. لم تكن أمها تحميها، بسبب غيرتها من الاهتمام الذي كانت مايو تتلقاه من زوج أمها. هربت مايو من منزلها، وحين وصولها للشاطئ، صادقت وانتا، الذي كان وحيداً مثلها.
بالعودة إلى الحاضر، عاد مايو ووانتا إلى الشاطئ، لكن مالك وانتا الأصلي وصل للشاطئ وأخذه بعيداً، مع رفضه بوقاحة طلب مايو لزيارته بسبب ملابسها المتسخة. حاولت مايو تهدئة نفسها بفكرة أن وانتا سيكون على الأقل قادراً على العيش في منزل آمن مع الكثير من الطعام، لكنها انهارت وبدأت بالبكاء. مع فقدانها لصديقها الوحيد، تحطمت مايو وقضت الليلة، التي هي عيد ميلادها، وحيدة، محاولة حماية نفسها من المطر والبرد، مع تمنيها لو أن وانتا لا يزال معها.
في المانغا، عثر عليها ضابط شرطة في كوخ، هربت مايو منه وعادت للنزل. هناك، كان كوتا، يوكا ونيو بانتظارها، وقدموا لها كعكة صغيرة من المخبز - المرأة التي في المخبز الذي كان يزود مايو بقشور الخبز حفظتها لها حيث كان عيد ميلادها. مايو، متفاجئة وسعيدة بسبب تعاطفهم معها، فاضت مشاعرها وبدأت بالبكاء، بعدها قال كوتا أن بإمكانها البقاء بشرط المساعدة في التنظيف. في نفس الوقت، رؤي وانتا منتظراً في الخارج بفارغ الصبر، مقرراً أنه يفضل البقاء مع مايو على البقاء مع مالكه السابق.
الأحداث بالأعلى مختلفة في الأنمي: عندما عثر ضابطا شرطة على مايو في الكوخ، حاولت الهرب منهما، لكنها اصطدمت بكوتا، يوكا ونيو الذين قضوا اليوم بأكمله باحثين عنها. بعد إخبار الشرطة بأن مايو من عائلتهم (مما فاجأ مايو)، عاد الجميع إلى نزل كايدي، حيث عرضوا على مايو البقاء معهم.
عندما عرض كوتا ويوكا أن يصيرا وصيي مايو، نقلتها والدتها رسمياً تحت رعايتهما بدون تردد. كل من المانغا والأنمي، علق كوتا ويوكا كيف أن من الغريب أن والدتها كانت متحمسة لهجر ابنتها ولماذا لم تخبر الشرطة بأن مايو كانت مفقودة. مع ذلك، قررا ألا يطرح أسئلة. في المرة التالية التي ظهرت فيها مايو، ظهرت سعيدة ومبتسمة. التحقت بمدرسة قريبة، مغادرة كل صباح في زيها المدرسي بوجه مبتسم (كوتا ويوكا كانا مندهشين من ابتهاج مايو). وانتا، الذي أعطي منزل كلب، اختار أيضاً البقاء في النزل. قامت مايو بالمساعدة في أعمال المنزل متى ما استطاعت، وفي وقت قصير بدأت تنظر لكوتا ويوكا كوالديها، وإلى نيو كأختها.
لاحقاً، التقت مايو بنانا، وصارت الاثنتان صديقتين. أقنعت مايو كوتا ويوكا بأن يسمحا لنانا بالبقاء في النزل معهم، رغم عداوة نانا تجاه نيو في البداية (التي تعرفت عليها نانا كلوسي). انتفحت نانا في النهاية وأخبرت مايو القصة الحقيقية عن الديكلونيوس، لوسي/نيو، ونواقلها. حاولت مايو كل شيء لتقنع نانا بأنه نيو ليست خطيرة، رافضة التصديق بأن نيو ولوسي قد تكونان نفس الشخص.
من الظاهر أن لمايو مشاعر تجاه باندو؛ فعندما «مات» باندو، تولت مايو أمر تنظيف الشاطئ.

### نانا
الأداء الصوتي: يوكي ماتسوكا
نانا (ナナ Nana)، تعرف أيضاً كرقم 7، هي فتاة سيلبليت صغيرة، وُلدت من قبل بشر أصابهم فيروس الديكلونيوس، ولها المظهر الجسدي لمراهقة في 12-14 من العمر. عمر نانا الحقيقي 6 سنوات تقريباً؛ اتضح لاحقاً أن السيلبليت يكبر بسرعة أكبر من البشر (أو «ملكة الديكلونيوس» مثل لوسي). اسمها، 'نانا'، كلمة يابانية للرقم سبعة، الرقم الذي نوديت به في منشأة الأبحاث («نانا» هو اسم شائع للفتيات في اليابان أيضاً). معظم الديكلونيوس الرضع يُقتلن عند الولادة خلال مداهمات في أقسام الأمومة في المستشفيات، لكن نانا كانت إحدى القلائل اللاتي أبقين حيات لاستعمالهن كأدوات اختبار وقضت حياتها بالكامل في منشأة أبحاث الديكلونيوس.
نانا تنظر لكوراما كوالدها، وتناديها «بابا»، لأنها احتاجت شيئاً ما ليبقيها بعيدة عن الجنون خلال التجارب التعذيبية، معتقدة بأنها تجعله فخوراً بها. كوراما، بدوره، يراها كابنته ويهتم لأمرها كثيراً. في محاولة للقبض على لوسي، أرسل كوراما نانا للعثور عليها (الديكلونيوس يستطيعون الإحساس ببعضهم تخاطرياً)، وكهدية لها، أعطاها ربطة عنقه، شيء أرادته نانا دائماً، وارتدتها كربطة شعر لإخفاء قرنيها. رغم إعطائها أوامر بألا تشتبك مع لوسي بعد العثور عليها، لكن نانا أرادت إدهاش كوراما لذا حاولت القبض على لوسي بمفردها. اشتبكت لوسي ونانا في معركة عنيفة، لكن بالرغم من أن نواقل نانا أطول، إلا أن نواقل لوسي الأقوى كانت حاسمة. كوراما، مع مجموعة من الجنود، وصلوا في الوقت لإيقاف لوسي قبل أن تقتل نانا، لكن ليس قبل أن تستعمل لوسي نواقلها لقطع أطراف نانا. رغم نجاة نانا، قرر الرئيس كاكوزاوا أنها بلا فائدة الآن وأمر كوراما بقتلها. بالرغم من أن كوراما قد قتل العديد من الديكلونيوس الرضع أثناء عمله في المنشأة، لكنه رفض أمر الرئيس - مزوداً نانا بأطراف اصطناعية تتحكم بها بواسطة نواقلها (من الطرف المتكررة أنها غالباً ما تسقط) ومحرراً إياها سراً مع نقود لتعيش ووعدها بأن يلتقيا مجدداً يوماً ما.
في البداية، شعرت نانا بالوحدة والقنوط، لكنها صادقت مايو. أقنعت مايو نانا بأن تأتي معها إلى نزل كايدي، لكن هذا في البداية قاد لمواجهة، عندما رأت نانا نيو (تعرفت عليها كلوسي) وهاجمتها. بعد هربها، تبعتها مايو، وكشفت نانا الحقيقة الكاملة وراء النواقل، لوسي/نيو، وكوراما. مايو أقنعتها بالبقاء في نزل كايدي، بعد إخبارها لكوتا ويوكا بأن نانا هاجمت نيو لأنها كانت قلقة بسبب الجوع، وأنها مثل نيو، لا تملك مكاناً تذهب إليه بسبب قرنيها. رغم مخاوف نانا المتواصلة من نيو (التي تعتقد بأنها قد تصير لوسي مجدداً)، حاولت التكيف مع الحياة في النزل، بالرغم من أنها رفضت إخبار كوتا ويوكا أي شيء عن الديكلونيوس والنواقل. في إحدى المرات، بعد جدال، قررت نانا لوهلة المغادرة بسبب الغضب، لكن بعد أن سألها كوتا (مستعملاً بعض السيكولوجيا العكسية) إلى أين ستذهب، تأثرت نانا بسرعة وانهارت بالبكاء؛ باكية بين ذراعي يوكا، اعترفت نانا بأنها خائفة ولا تعرف ما كانت ستفعل لو كانت وحيدة من جديد. بينما يوكا حضنت نانا لتهدئها، وضع كوتا يده بلطف على رأسها، ورحب بها في «العائلة».
على عكس بقية الديكلونيوس، لأن كوراما عاملها بلطف، فنانا لم تصر قتلية أو سادية، ولم تستعمل نواقلها ضد البشر. مع ذلك، فمهاراتها القتالية استثنائية (استطاعت تقريباً هزيمة ماريكو ومستنسخاتها لكنها توقفت بحضور كوراما). تمتلك نانا أيضاً القدرة الخاصة لتعطيل نواقل الديكلونيوس الآخرين مؤقتاً بجعل نواقلها تمر خلال الغدة الصنوبرية. بالرغم من أن نواقلها متفوقة على نواقل لوسي من حيث المدى (5 أمتار مقابل مترين، 16 قدم مقابل 7 أقدام) وقدرات معينة، إلا أنها تفتقر للقوة المجردة والطبيعة العنيفة؛ تعاطف نانا مع الآخرين لا يسمح لها بالقتال بنفس القوة البدائية للقتل. في حين أنها ماهرة جسدياً وبديهية مع نواقلها، لكنها تخسر معظم قتالاتها في السلسلة فقط بسبب طبيعتها الطيبة. باستعمال نواقلها، استطاعت لاحقاً التحكم بأطرافها الاصطناعية، أو حتى رميها مثل «لكمة الصاروخ».
يمكن النظر إلى نانا كنقيض تام للوسي. في حين أن شخصية لوسي الأساسية جادة وقاسية، فإن نانا ودودة ولطيفة؛ شخصية لوسي المنفصمة «نيو» مشابهة لأصل نانا مع أن نانا قد تمر أحياناً بغفوات وتتصرف ببرود شخصية لوسي الأساسية. نانا تتوسط طيف شخصيتي لوسي المنفصمتين: فهي ليست بنضج لوسي، لكنها أكثر نضجاً من نيو. في الواقع، نانا طفولية للغاية بسبب صغر سنها.
عثرت نانا على كوراما، لكنه تجنبها في البداية، متشبثاً بجثة إحدى مستنسخات ماريكو ظاناًّ أنها ابنته. المستنسخة الناجية، باربارا، ظهرت وتقاتلت مع نانا. عندما كانت على وشك قتل نانا، أصابها كوراما في رأسها واستعاد رشده. في نهاية السلسلة، ظهر كوراما ونانا معاً يزوران قبراً باسم «كوراما» مع إمساك كوراما برماد ماريكو. كشفت نانا بعدها أنهما يعيشان معاً. طلبت نانا منه أن يأخذها كزوجته وبدأت بالبكاء، متسائلة ما إذا كان كوراما أراد أن «ينجب أطفالاً مع نانا»، حيث ابتسم كوراما وأجاب، «لماذا تقولين مثل هذه الأشياء الساذجة؟ نانا...»، مع اختفاء المشهد.
في نهاية الأنمي، بعد موت كوراما، تحطمت نانا وكادت تفقد كل الأمل في الحياة. عندما التقت نانا بلوسي بعد ذلك بفترة قصيرة، أخبرتها لوسي بأن تقوم نانا بما لم تستطع هي فعله: أن تعود إلى نزل كايدي وتعيش بسعادة مع لوسي والبقية، الأمر الذي قامت به نانا.

### نوزومي
نوزومي (ノゾミ Nozomi)، في 15-17 من العمر، هي صديقة يوكا الخجولة معسولة اللسان. بالرغم من رغبتها في أن تصير مغنية، إلا أنها مصابة بمشاكل مثانية نفسية بسبب تعسف والدها المتكرر، مما سبب ارتداءها للحفاض. التقاها كوتا أول مرة أثناء ذهابه للمتجر (غير مدرك أن كليهما يعرفان يوكا)، وأُحرج كلاهما عندما رفعت الرياح تنورتها لتكشف الحفاض التي ترتديها تحتها. التقى الاثنان في النزل و، بعد تعرفها على كوتا، أسرعت نوزومي بالخروج إلى الحديقة. ظانة أنها بمفردها، عُثر على نوزومي من قبل كوتا - باحثة عنها ليعتذر - وهي تزيل الحفاض المبللة التي كانت ترتديها. متفاجئة، ألصقت نوزومي بالخطأ الحفاض المبللة بصدرها، مبللة ثيابها. بينما هي مرتبكة مع سماعها اقتراب يوكا والبقية، أنقذها كوتا من إحراج آخر بدفعها نحو حوض انعكاس بالقرب لإخفاء سبب وراء ثيابها المبللة. أكسب هذا الموقف كوتا ثقة نوزومي وصداقتها، حتى أنها منعت يوكا الغاضبة من ضربه بعد ذلك بوهلة.
اتضح أن لدى نوزومي مهارة مميزة في الغناء. ولكن، بسبب تعسف والدها - إضافة لاستياء عائلتها من تعليمها الموسيقي بسبب حنجرتها المريضة - لم يكن لدى نوزومي مكان للدراسة والاستعداد لامتحانات القبول الصعبة لدراستها الموسيقية. تقبى نوزومي غالباً مع يوكا وكوتا حتى تستطيع الاستعداد لامتحان القبول مع إذن والدها، وانتقلت للعيش معهما لاحقاً بعد نجاحها وقبولها كتلميذة. في حين أنها كانت خجلة للغاية من اكتشاف أصدقائها حاجتها لارتداء الحفاض طوال الوقت، إلا أنها صارت تثق بهم في النهاية حتى أنها تركت عادة إخفاء حفاضها أو حتى حقيقة أنها تبللها. لاحظت نانا لاحقاً ذلك العام، أن نوزومي صارت معتادة على قاطني نزل كايدي حتى أنها بدأت ترتدي حفاضاً وقميصاً قصيراً فقط بشكل كاف لترك حفاضها مشكوفة بالكامل. نوزومي علمت نيو غناء «إلفنليد».

## الأعداء

### كوراما
الأداء الصوتي: أوسامو هوسوي
كوراما (蔵間 Kurama) هو أحد الأعداء في السلسلة. وهو أيضاً الأب البديل لنانا والوالد الطبيعي لماريكو. أثناء الولادة، زوجته هيرومي كوراما شُخِصت بمرض سرطان عنق الرحم وأزيل عنق رحمها. عندما رأى أن لدى ابنته قرنين، أمسك كوراما بها وحاول خنقها، لكن من المحتمل أنه توقف عندما انهارت زوجته من تلك الصدمة وفقدان الكثير من الدم. ذهب كوراما بعدها إلى محضن ماريكو، وعندما ظهرت زوجته خلفه، توسلت إليه بألا يكره ابنتهما وماتت. بالرغم من تكليفه سابقاً بقتل كل مواليد الديكلونيوس، اضطرب كوراما عندما توجب عليه قتل ابنته. اتضح أن رئيس برنامج أبحاث الديكلونيوس أبقى ماريكو حية، زائداً ديونه إليه. كوراما يهتم بنانا كثيراً (التي تناديه «بابا») وينظر إليها كابنته. عندما أمر الرئيس كوراما بقتل نانا، قرر عصيان أوامره، وحرر نانا سراً مع بعض المال ووعدها بأنهما سيكونان معاً يوماً ما.
في ارتجاع إلى عدة سنوات سابقة، بعد أن رأى أن ابنته حديثة الولادة من الديكلونيوس، تذكر كوراما فجأة لقاءه قبل سنة في المنشأة عندما وضعت ديكلونيوس هاربة أحد نواقلها داخل رأسه ورأس زميل له. بالرغم من عدم تأذي أي منهما ظاهرياً (ونسيان ذلك كلياً)، ولدت ابنة زميله أيضاً كديكلونيوس قبل ماريكو بسبعة أشهر (كوراما قرر قتل ابنة زميله بنفسه). بعد رؤية ماريكو، أدرك كوراما حينها أن الفيروس الذي يسبب ولادة الديكلونيوس ينتشر عن طريق النواقل، وهكذا حل لغز (حتى تلك النقطة) سبب تواصل زيادة معدل مواليد الديكلونيوس. اتضح لاحقاً أن زوجة كوراما ماتت بسبب مضاعفات الولادة فقط لمجرد محاولتها إيقاف كوراما من خنق ماريكو في مهدها، وأنه بعد مشاهدة زوجته تموت بين ذراعيه، قرر كوراما تلبية أمنية زوجته الأخيرة بترك ماريكو على قيد الحياة.
لوسي تكمن كراهية عميقة تجاه كوراما، نابعة من فشله في إنقاذ أيكو تاكادا؛ مع ذلك، قرر أنها لن تقتله بل أن تقتل كل من له علاقة به.
في الحلقة الأخيرة من الأنمي، في أحد أكثر مشاهد المسلسل عاطفية، التقى كوراما وماريكو وأدركت أنه والدها. أخبرته ماريكو بأنه طوال حياتها داخل سجن المنشأة، حلمت بأنه يوماً ما سيأتي مع والدتها ليأخذاها للمنزل ويعيشوا كعائلة حقيقية. ألحت بعد ذلك عليه بأن يخبرها سبب هجره لها. رفع كوراما مسدسه ليطلق عليها لكنه لم يستطع، ومشى نحوها بدل ذلك واحتضنها بقوة. فكر كوراما في حقيقة أنه قد قتل عشرات الديكلونيوس في مهودهن لكنه ترك ابنته لتعاني في سجن مظلم طوال حياتها. حملها كوراما بعد ذلك بين ذراعيه ووعدها بأنه لن يتركها أبداً. أخبر نانا بعد ذلك بأنهما لا يستطيع البقاء معاً وأن عليها أن تحاول العيش بسعادة بدونه. بينما هو يمشي مبتعداً، أشار كوراما لمساعده بأن يفجر القنبلة المزروعة داخل ماريكو. أخبر كوراما ماريكو بأن لم يتوقف عن التفكير فيها ولو للحظة وأن والدتها قد أحبتها حتى مماتها. تردد مساعد كوراما، متسائلاً ما إذا كان كوراما قد خطط لهذا منذ البداية، وفعل القنبلة بعد ذلك. مع سماعه بأن القنبلة على وشك الانفجار، احتضن كوراما ماريكو بقوة؛ رأى كوراما لفترة قصيرة كيف كانت حياتهم لتكون لو لم تولد ماريكو كديكلونيوس (تضمنت الصورة: هو وزوجته وماريكو بعد ولادتها، مطعماً إياها في كرسي عالي، مهدئاً إياها، حاملاً ابنته على كتفيه، ويومها الأول في المدرسة). انفجرت القنبلة انفجاراً كبيراً، الأمر الذي قتل كليهما.
ذلك اللقاء مختلف في المانغا، مع إنقاذ كوراما، من الصواريخ المطلقة عليهما (التي اتضح بأنها مزيفة ولا تنفجر)، من قبل ماريكو. ظهرت لوسي بعد ذلك وماريكو (القلقة بشأن سلامة والدها) واجهتها في قتال. مع قطع ساقيها، تعلقت ماريكو بلوسي بينما القنبلة داخلها تنفجر؛ تسبب هذا في تضرر قرني لوسي وعودتها لكونها نيو، وكذلك موت ماريكو. كوراما، مكتئباً بسبب مقدرة البائسة كأب، حاول الانتحار بمسدس، لكنه أُنقِذ من قبل باندو، وعاش معه في كوخ صغير على الشاطئ مجنوناً جزئياً.
ظهر كوراما في الغارة على نزل كايدي، ورأى مستنسخات ماريكو. اكتُشِف لاحقاً من قبل نانا، لكنه تجنبها في البداية، متشبثاً بجثة إحدى المستنسخات ظاناًّ بأنها ابنته. المستنسخة الناجية، باربارا، ظهرت وحاول كوراما احتضانها أيضاً. إلا أنها هاجمته وتقاتلت مع نانا. عندما أوشكت على إنهاء نانا، أصابها كوراما في رأسها واستعاد رشده. تصالح بعد ذلك مع نانا وقابل لوسي في النهاية، التي أظهرت شخصية ثالثة ونزعت ذراعه. مع ذلك أنقذته نانا وفي الفصل الأخير، ظهرا عند قبر مع رماد ماريكو، هو بذراعين (مما يعني أنه حصل على عضو اصطناعي كذلك)، واتضح أنهما يعيشان معاً.

### باندو
الأداء الصوتي: جوجي ناكاتا
باندو (坂東 Bandō)، هو شرطي سري في فريق الهجوم الخاص (SAT) التابع لمكتب الشرطة الوطنية، وفي منتصف الثلاثينات من العمر. بالرغم من أنه بشري بالكامل، إلا أنه قتلي وغير مبال بالبشر الآخرين كأسوأ الديكلونيوس. جندي جريء وفعال، بالرغم من أن غالباً ما يعصي الأوامر حتى يستطيع إشباع رغبته في العنف.
بعد هرب لوسي، كان باندو أحد أعضاء SAT الذين أُرسلوا للقبض عليها. عندما وجد باندو لوسي على الشاطئ، واجه فقط شخصية نيو في البداية، لكن شخصية لوسي ظهرت بعد وقت قصير وهاجمته. باندو، التواق دائماً إلى القتال، رحب بالتحدي بدايةً، لكنه اكتشف بسرعة أن نواقل لوسي بإمكانها رد رصاصات 9مم من إم بي 5 بدون عناء، وبعدها أُجبر على تجنب العديد من الأشياء الثقيلة التي ترميها لوسي عليه. في النهاية، غلبت لوسي باندو واستمتعت ببتره، بقطع ذراعه اليمنى عند المرفق، وكسر ساعده الأيسر بشدة حتى أن يده اليسرى بقيت متدلية بلا فائدة. صرخ باندو متألماً، واعداً بأنه لن ينسى وجه لوسي؛ ردت عليه لوسي باستعمال إصبعين من أحد نواقلها لتفقأ عينيه، مفقدة إياه بصره. مقررة بأن تعذيب باندو لم يعد ممتعاً، بدأت لوسي بخنقه، لكن شخصية نيو ظهرت فجأة وهربت. باندو، أعمى وينزف بغزارة، تُرك مرمياً على الأرض، يشتم ويتقلب ألماً. مايو، التي تنبهت بسبب الإزعاج (وكانت محتمية عن المطر بالقرب)، عثرت على باندو وقامت بإيقاف نزيف ذراعه المبتورة قبل الاتصال بالإسعاف، منقذة حياته.
بالعودة إلى منشأة أبحاث الديكلونيوس، باندو، الذي شوهد مضمداً بشدة، يصرخ ويشتم بعد إخبار كوراما له بأن عليه الخضوع لجراحة إخصاء، حيث أنه قد أُعدي بفيروس الناقل (ولهذا فأي أطفال ينجبهم سيولدون كديكلونيوس). شرح كوراما له حقيقة الديكلونيوس ونواقلهم (أيديهم) الخفية وأن هدفهم الحقيقي هو تدمير الجنس البشري.
بعد تعافيه الأولي، زُرعت لباندو أعضاء حيو-مكانيكية، بما فيها عينان حيو-إلكترونيتان لاستعادة بصره ويد صناعية كهربية العضل متقدمة جداً. مع ذلك، هرب قبل أن تنفذ عملية الإخصاء. ساعياً للانتقام من لوسي، حصل على أسلحة متعددة، تتضمن على الأقل مسدسين يطلقان رصاصات تنجستن مخصصة .50 أكشن إكسبرس. في حين أن هذه الرصاصات يمكن حرفها عن مسارها في المدى البعيد، إلا أنها قوية جداً في المدى القريب حتى لوسي لا تستطيع إيقافها. باندو تقوده إرادة القتال لإثبات مهاراته الاستثنائية في المعارك، وكذلك الانتقام من لوسي لتشويهها إياه.
في الحلقة الأخيرة من الأنمي، هُزم باندو مجدداً على يدي لوسي، التي أخبرته ببساطة بأنهما لن يلتقيا مجدداً قبل تركه مرمياً على الشاطئ. من المحتمل أنه قد بقي حياً، إلا أن مدى أية إصابات جديدة ألحقتها لوسي به غير معروف.
في المانغا، تمدد دوره أكثر قليلاً؛ يعيش باندو على الشاطئ الذي قاتل لوسي فيه، ويقوم بتنظيفه دائماً من القمامة والحطام، بحيث عندما يتقاتلان مجدداً لن يكون لديها أي شيء لتستعمله كسلاح. ظهر لاحقاً بأن له جانباً أكثر تعاطفاً، مثل إنقاذه كوراما، ودفنه للموتى. في حين أنه عنيف، قاسي ومستعد للقتل، لكنه يبغض الأعمال الانحرافية، مثل التحرش الجنسي بالأطفال؛ عندما طلبت مايو مساعدته أثناء مهاجمة الرجل المجهول لنزل كايدي، عبر باندو على اشمئزازه الشديد من أفعال الرجل.
قاد هذا لاحقاً لقتال باندو الثاني مع لوسي على الشاطئ، حيث أصيب بشدة أثناء حمايته مايو من هجوم لوسي بعد أن اتضح لمايو أن لوسي قاتلة. قطعت لوسي ذراع باندو الأخرى وقطعته لنصفين عند الخصر، وهربت بعد ذلك. أثناء احتضاره بين ذراعي مايو، فكر باندو في أنه لطالما أراد أن يبكي أحد من أجله بعد موته، حيث أنه عزل نفسه عن الاتصال بالبشر طوال حياته؛ ويبدو أن مرتاح بعد ذلك. في الفصل الأخير، ظهرت مايو تنظف الشاطئ حيث كان باندو يقوم بذلك عندما عاد لرؤيتها، حيث ظهر أن نصف جسده السفلي قد رُكِّب بواسطة الحيو-إلكترونيات.

### ماريكو
الأداء الصوتي: توموكو كاواكامي
ماريكو كوراما (蔵間マリコ Kurama Mariko)، المعروف أيضاً ب«رقم 35»، هي ابنة كوراما. وصفت بأنها الأقوى بين الديكلونيوس؛ في الأنمي، ذُكر بأن لديها 26 ناقلاً (إلا أن المانغا تذكر بأنها تملك أكثر من 50) بطول يمتد حتى 11 متراً (36 قدماً). حالة ماريكو كانت نتيجة محاولة هروب رقم 3، عندما أُعدي كوراما بنواقلها، مما حوله إلى حامل فيروس الناقل، مما سبب في النهاية ولادة ماريكو كديكلونيوس، الأمر الذي صدم وأرعب والدها.
منذ رضاعتها، حُبست ماريكو وتربت داخل حاوية فولاذية ضخمة عميقاً تحت الأرض بدون اتصال بالبشر سوى سايتو، إحدى العالمات التي تقوم بدور مرضعتها، من خلال المكبرات والشاشات. أُبقيت ماريكو حية بواسطة المواد المغذية فقط التي يُغذى بها جسمها وريدياً عبر أنابيب كبيرة. طوال حياتها، جُمِّد جسمها بالكامل بواسطة قيود تعتبر ضرورية لتقليل فرصة محاولتها الهرب. عندما أُطلق سراحها، عانت حتى من الوقوف - وحيث أنها قضت كامل حياتها مقيدة ومغذاة عن طريق الأوردة، فجسدها نحيل ضامر للغاية. بالرغم من أنها تستطيع دفع نفسها في الهواء باستعمال نواقلها، لكن عليها أن تستعمل كرسياً متحركاً للتنقل.
بالرغم من البيئة التي تربت فيها، إلا أن ماريكو متحسنة نفسياً بشكل نسبي. قتلية وسادية بشكل كبير، وتستمتع بتعذيب وتقطيع ضحاياها. ليست لديها مشاكل في تعذيب وقتل الآخرين، أياً يكن نوعهم أو جنسهم، سواء كانوا بشراً أو ديكلونيوس. مع ذلك، فشخصيتها ليست شريرة بشكل صارخ. فهي تستمتع وحسب، وترى القتل مجرد لعبة، والمتعة التي تحصل عليها مماثلة لطفل يمزق أجنحة حشرة أو يحرق نملاً بعدسة مكبرة. في الواقع، ماريكو قادرة على الاهتمام بالآخرين ولها حب كبير تجاه كوراما.
من أجل إبقاء ماريكو تحت السيطرة، زرع معهد الأبحاث قنابل داخل جسمها أثناء رضاعتها؛ استُعمِلت واحدة لقطع ذراعها اليمنى للسيطرة عليها بعد أن هاجمت سايتو، العالمة التي قامت بدور حاضنتها، وأصابتها بشكل قاتل. أُرسلت ماريكو لقتل نانا. أثناء لقاء الاثنتين مع كوراما، أخبرهما الأخير عن أحدات ولادة كوراما. مع شعورها بالرفض من قبل والدها ومعتقدة بأنه يفضل نانا، حاولت ماريكو قتل نانا بدافع الانتقام، لكن باندو أوقفها، الذي -بطلب كوراما- هرب حاملاً نانا معه، إلا أنه لم يستطع منعها من العودة للقتال.
في تلك الأثناء، تصالح كوراما مع ماريكو، التي حمته مباشرة بعد ذلك من أن يصاب بصاروخ غير متفجر. بعد إصابتها بالصاروخ، جسدت ماريكو مؤقتاً شخصية منفصمة مثل لوسي/نيو طفولية ومحبة لوالدها. ظهرت نيو بعد ذلك باحثة عن نانا، أطلق كوراما عليها النار وتحولت إلى لوسي. حاولت لوسي قتله، لكن ماريكو ضحت بنفسها لإنقاذ والدها. حاولت ماريكو قتل لوسي لحماية كوراما بتنشيط القنابل التي كانت مزروعة بداخلها، وهي متمسكة بلوسي، لكنها أخفقت رغم ذلك. في حين أن القنابل قد انفجرت بالفعل، إلا أنها لم تقتل لوسي، بل فقدت قرنيها فقط، وصارت نيو في الأشهر التالية، لكن ليس قبل أن تقطع رأس ماريكو قبل بضع ثوانٍ من الانفجار.
في الحلقة الأخيرة من الأنمي، هذا اللقاء مختلف. أخبرت ماريكو أباها بأنها طوال حياتها داخل سجن المنشأة، حلمت بأنه يوماً ما مع والدتها سيأتيان لأخذها للمنزل والعيش كعائلة حقيقية. أصرت على أن تعرف لماذا سمح لها بأن تعاني في المنشأة طوال حياتها، وشعرت بالغيرة عندما نادته نانا «بابا». هددت ماريكو بقتل نانا، ورفع كوراما مسدسه نحوها لكنه لم يكن قادراً على الإطلاق. بدلاً من ذلك، مشى كوراما نحوها واحتضنها. حملها كوراما بعد ذلك بين ذراعيه، ووعدها بأنهما لن يفترقا بعد الآن، أثناء أمره أحد مساعديه بأن يفجر القنبلة الباقية داخل جسدها. أخبر كوراما ماريكو بأنه لم يتوقف عن التفكير فيها وأن والدتها أحبتها حتى لحظة موتها. المساعد، بعد تردده، فجر القنبلة، مما قتلهما كليهما.
لاحقاً في المانغا، صُنعت أربع مستنسخات من ماريكو (ديانا، سينثيا، باربارا وأريشيا) من قبل الدكتور نوسوه، مع إزالة أجزاء على فصوصهن الأمامية وإضافة أجهزة كهربائية حتى يتبعن أوامره بأكملها. ثلاث منهن (ديانا أُصيبت وبقيت) ومجموعة من الجنود أغاروا على نزل كايدي، لكن معظمهم قتلوا على يدي لوسي، فقط القليل بمن فيهم نوسوه وباربارا بقوا أحياء. في المستشفى، أزال نوسوه الجهاز من على باربارا ليرى إن كان بإمكانهم أن يتعايش حقاً مع البشر، إلا أنها قطعت رأسه وذهبت لمطاردة نانا. عندما أوشكت على أن تقتل نانا، قتلت برصاصة من كوراما. ساعدت ديانا أراكاوا لاحقاً للهروب من الجزيرة قبل أن تقتلها الديكلونيوس الأخريات.

### الرئيس كاكوزاوا وأنّا كاكوزاوا
الأداء الصوتي: كينريو أريموتو
الرئيس كاكوزاوا (角沢長官 Kakuzawa Chōkan)، ذو ال70+ عاماً، هو رئيس مركز الأبحاث الذي يقوم بالتجارب على الديكلونيوس. هو من سلسلة طويلة من أسلاف الديكلونيوس الذي بدأ بالاختفاء بعد التهجين مع البشر. نتيجة لذلك، ليس له نواقل وله قرنان أصغر نسبياً فوق رأسه، اللذين يخفيهما بشعر مستعار. هدفه هو وابنه هي تجديد سلالتهما بالتزاوج مع الديكلونيوس الذي يقومان بالتجارب عليهن (التي من بينها، لوسي هي الوحيدة القادرة على التناسل) وهكذا للحصول على «الملك» فوق الجنس الجديد، الذي سينفي الجنس البشري ويحل محله بالكامل. حتى أنه يطمح لاحتلال منصب إله العالم الجديد بحكم الديكلونيوس الذي يتصوره ويمتلك صواريخ تُطلق وتنفجر في الجو لنشر فيروس الناقل.
هو أيضاً والد أنّا كاكوزاوا، والأستاذ كاكوزاوا والديكلونيوس أخ لوسي غير الشقيق (الديكلونيوس الوحيد الذكر). حول ابنته أنّا إلى كائن جامد ضخم ذي ذكاء عالٍ للغاية وقدرة على التنبؤ بالمستقبل. بعد القبض على لوسي وكشف خطته في محو الجنس البشري وملء العالم بالديكلونيوس، صارت نواقل أنّا مرئية وسببت انفجاراً على الجزيرة حرر كل الديكلونيوس المحتجزات. قطعت لوسي ذراعي أنّا أحضر كاكوزاوا ابنه، أخ لوسي غير الشقيق، محاولاً إقناعها بالانضمام إليه، لكن رأسه قُطع مع رأس ابنه. قال لوسي بعدها أنه ليس ديكلونيوس على الإطلاق، حيث أنها لم تشعر به كما الديكلونيوس البقية، وأنه قرنيه كانا مجرد نتيجة تشوه بلا علاقة. بعد ذلك قتلت أنّا، التي حاولت الانتقام لوالدها. في الأنمي، لم يُقتَل، وتابع خطته. في الفصل الأخير، شوهدت أنّا على طبيعتها إلى جانب جسد الكائن العملاق.

### الأستاذ كاكوزاوا
الأداء الصوتي: هيرواكي هيراتا
الأستاذ كاكوزاوا (角沢教授 Kakuzawa Kyōju) هو الابن الثلاثيني للرئيس كاكوزاوا. مثل والده، فهو ديكلونيوس من سلالة ضعيفة بقرنين صغيرين ولا نواقل. عندما كان هو وكوراما أصغر سناً، ذهبا إلى الجامعة معاً. كان كاكوزاوا أصلاً هو من أدخل كوراما في الأبحاث على الديكلونيوس. وهو محاضر في دورة في الجامعة التي دخلها كوتا ويوكا. بعد خداع كوتا ويوكا لتحرير لوسي/نيو إليه (بحجة أنها ابنة أخته الأصغر المفقودة)، نومها وسعى للتناسل معها/اغتصابها. مع ذلك، عندما نامت نيو، استيقظت لوسي. أزال بعد ذلك شعره المستعار ليريها قرنيه وكشف أيضاً أنه كان المسؤول على تحريرها من مركز الأبحاث. حاول كاكوزاوا جذبها إليه بوعده بإنشاء جنس جديد من الديكلونيوس معاً يقوم بتدمير الجنس البشري، لكن لوسي رفضت عرضه وقطعت رأسه.

## شخصيات أخرى

### أراكاوا
الأداء الصوتي: إيريكو إيشيهارا
أراكاوا (荒川 Arakawa) هي باحثة شابة في أوائل عشرينياتها وزميلة الأستاذ كاكوزاوا التي تعمل معه لصنع لقاح لمقاومة تهديد فيروس الناقل. هي، إلى جانب كوتا، اكتشفت عن غير قصد رأس كاكوزاوا المقطوع وحذرت الفتى بألا يقول أي شيء عما رآه أو سمعه لأي أحد. بعد ذلك، أبلغت عما رأته للرئيس كاكوزاوا في منشأة أبحاث الديكلونيوس، لكن لم يدعها تذهب حرة بعد أن رأت قرني ابنه. هُدِّدت من قبل الرئيس كاكوزاوا بأن تتولى أبحاث ابنه على الجزيرة وتنشر الفيروس وإلا ستُقتَل.
نجحت في النهاية في صنع اللقاح، في نفس وقت حدوث الانفجار الذي حرر الديكلونيوس المحتجزات. أُنقِذت من مجموعة منهن على يدي مستنسخة ماريكو، ديانا، ثم ساعدها في الهرب عضو من منشأة أبحاث حكومية أخرى، متخصصة في النواقل، لكنها أسقطت اللقاح. أُنقِذت بعد ذلك مجدداً من قبل أعضاء آخرين من تلك المنشأة في مركبة نواقل، مركبة تستعمل نواقل مُنشأة صناعياً، باستعمال أعضاء مُكبَّرة من الديكلونيوس، يمكنها أيضاً تعطيل النواقل الآخرى والإحساس/إظهار مكان الديكلونيوس. أخذوها بعد ذلك عميقاً في الجزيرة لاستعادة اللقاح.
في الأنمي، أراكاوا شخصية ثانوية يقوم دورها بمشاركة قليلة إلى لا شيء على الإطلاق في تقدم السلسلة، حيث شوهدت لاحقاً تتشكى من أن كونها مشغولة جداً يمنعها من الاستحمام، الشيء الذي صار طرفة متكررة في المسلسل. مع ذلك، تلعب شخصيتها في النهاية دوراً مهماً ومفتاحياً في نجاة البشرية في القصة الأخير من المانغا.

### كاناي
الأداء الصوتي: ماريا ياماموتو
كاناي (カナエ Kanae) هي أخت كوتا الصغرى، المتوفاة قبل زمن القصة الحالي. كانت كاناي وقائية لأخيها وتغار متى ما أظهرت له فتيات أخريات الاهتمام. في المهرجان، شاهدت كاناي لوسي تقتل العديد من البشر حولها. ادعت كاناي أنها رأت لوسي تقتل البشر باستعمال نواقلها، الغير مرئية بطبيعتها للعين البشرية؛ على عكس الجميع، الذين لم يربطوا بين لوسي والوفيات، واعتقدوا أنها كانت قنبلة.
لاحقاً، قُتلت بوحشية على يدي لوسي أمام أخيها، في القطار المغادر من كاماكورا. شهد والدها موتها أيضاً وحاول الانتقام لها بمهاجمة لوسي، إلا أنه قُتل أيضاً. في الأنمي، والد كوتا وكاناي ذهب لرؤية ما يحدث، بدون علم بموت ابنته، وقُتل فجأة على يديها. مع ذلك، فصدمة رؤية مقتلهما أمام عينيه، جعل كوتا يكبت ذكرياته عما حدث؛ في المانغا، اعتقد أن كاناي ماتت في حادث سيارة، في حين اعتقد في الأنمي أنها مرضت فقط وماتت (وأن والدهما مات في حادث سير). كانت رؤيته للوسي تقتل بوحشية مجموعة من الجنود أمامه بنواقلها سبب استعاده لذكرياته المكبوتة.

### كيساراغي
الأداء الصوتي: ماريا ياماموتو
كيساراغي (如月 Kisaragi) هي مساعدة كوراما الشخصية، التي غالباً ما تبدو شاردة الذهن وخرقاء نوعاً ما. أُخِذت كيساراغي رهينة من قبل لوسي في بداية السلسلة، أثناء مشيها في الممر. حيث أن رجال كوراما لم يستطيعوا الحصول على طلقة واضحة للوسي، أخبر كوراما كيساراغي أن عليهم أن يضحوا بها. كيساراغي لم تبدُ مكتئبة بعد سماع ذلك، بل كان سعيدة بتقديم حياتها إن عنى ذلك المساعدة. أكد لها كوراما أن موتها لن يكون بلا فائدة، لكن قبل أن يخبر رجاله بأن يطلقوا النار، فصلت لوسي رأس كيساراغي. بعد استعمال جسد كيساراغي مقطوع الرأس كدرع وقتلها للجنود، أخبرت لوسي كوراما بأن موت كيساراغي كان بلا معنى، وغادرت ضاحكة. بعد موتها، حمل كوراما رأسها المقطوع وأقسم بالانتقام لموتها. شوهدت لاحقاً لفترة قصيرة في لقطة ارتجاعية، تشير إلى أنها عملت مع كوراما لعدة سنين.
في الأنمي، تعرقلت أمام لوسي الهائجة، التي فصلت رأسها واستعملت الجسد لحماية نفسها من الطلق الناري لفريق الأمن. كوراما محتفظ بصورة لها (إلى جانب صورتين لزوجته المتوفاة ونانا) في مكتبه، حتى بعد موتها.

### سايتو
الأداء الصوتي: ماريا ياماموتو
سايتو (斎藤 Saitō) هي والدة ماريكو بالرضاعة، في منتصف عشرينياتها، وإحدى العلماء العاملين في منشأة الرئيس كاكوزاوا. بالرغم من أنها لم ترَ ماريكو شخصياً، كل يوم لخمس سنين، كانت هي والفتاة الديكلونيوس تتواصلان مع بعضهما عن طريق المكبرات الصوتية. كانت ماريكو تناديها دائماً «أمي» أثناء التواصلات.
عندما أُجبرت شيراكاوا والعلماء على تحرير ماريكو من سجنها، الذي حُبست فيه طوال فترة حياتها، فكروا في كيفية إقناعها بالخضوع لأوامرهم. كانت سايتو أولى من تطوع لتحية ماريكو في محاولة لاسترضائها. ظانةً خطأً أنها بالسماح لنفسها بأن تُرى من قبل رقم 35 سيساعدها في تعريف نفسها كوالدة الديكلونيوس. سايتو، المبتسمة على الدوام، اعتقدت أنها ليست في خطر وتطلعت للقاء ماريكو أخيراً وجهاً لوجه. وافقت شيراكاوا على السماح لسايتو بلقاء ماريكو، ظانة أن ماريكو تنظر لسايتو كوالدتها ولن تفعل أي شيء لإيذائها.
في البداية، مر اللقاء كالمتوقع؛ ماريكو مبتهجة لرؤية «والدتها» لأول مرة، وسايتو سعيدة للقاء «ابنتها» للمرة الأولى، محسّة بالشفقة نحو الديكلونيوس مباشرة بعد رؤية حالة جسمها المتهاوية: جافة، معانية من سوء التغذية، ضامرة، وغير قادرة على التحدث. عندما سقطت ماريكو محاولة المشي، ركضت سايتو لها وهدَّأتها. بعد إزالة الضمادات المغطية لجسم ماريكو، احتضنتها سايتو بين ذراعيها، بدأت غرائز ماريكو القتلية بالظهور. عندما رأت وجه سايتو للمرة الأولى، قالت أنها ليست والدتها. بعدها استعملت نواقلها لتمزيق جذع سايتو ورميه خلال نافذة غرفة التحكم، مانعة الحرس من تفجير القنبلة المزروعة داخل جسمها. دفعت ماريكو نفسها بنواقلها نحو شيراكاوا، مستعدة لقتلها بوحشية. سايتو، قبل لحظات من موتها، فجرت القنبلة في ذراع ماريكو، موقفة إياها من إحداث دمار أكبر. لاحقاً، أدرك إيسوبه أن سايتو كذبت على ماريكو بشأن أن كلا والديها لم يريداها أو يحباها، وظن أن هذه كانت محاولة تلاعبية لوضع ماريكو أكثر تحت سيطرتها المباشرة. إيسوبه فكر بسوء نحوها نتيجة لذلك.

### شيراكاوا
الأداء الصوتي: هيتومي ناباتامي
شيراكاوا (白河 Shirakawa) هي عالمة في منتصف الثلاثينات من العمر تعمل بالقرب من كوراما في منشأة أبحاث الديكلونيوس. بالرغم من أن شخصيتها على الظاهر تعكس سلوكاً عملياً، إلا أن تخفي عاطفة سرية واهتماماً صريحاً بكوراما وكل الأمور المتعلقة بماضيه الغامض. مع ذلك، فكوراما لا يتبادلها المشاعر لأنه يركز معظم وقته على محاولة القبض على لوسي والقضاء عليها، ولذلك، تبقي العلاقة مهنية بشدة.
اتضح أنها جاسوسة أُرسلت من قبل الحكومة اليابانية، التي تشك بالرئيس كاكوزاوا، الذي، رغم ذلك، بدا متقدماً عليها بخطوات. من أجل الحصول على المعلومات، صارت ذليلة ومنقادة لكاكوزاوا، سامحة له بمضايقتها وإذلالها جنسياً. اتضح أيضاً أن لها مشاعر تجاه كوراما وبدأت بالاعتراف بها، معترفة أيضاً بأنها استحسنت الطريقة القاسية للتحكم بماريكو بدافع الغيرة. قبل أن تستطيع مساعدة كوراما في إنقاذ ماريكو، قطعت لوسي رأسها.
في الأنمي، تعاطفت مع كوراما بعد أمر الرئيس كاكوزاوا بإنهاء نانا - عندما قالت نانا وداعاً لكوراما بعد أن أعطاها المسكن، شيراكاوا التي كانت تراقب، أُجبرت على المغادرة، عندما لم تستطع منع نفسها من البكاء. في الحلقة 11، حاولت شيراكاوا حماية كوتا من كل من ماريكو ولوسي، لكنها قُطعت نصفين عند الخاصرة من قبل لوسي؛ في لحظاتها الأخيرة، تمنت أن كوراما سيسامحها لفشلها في إيقاف لوسي. طريقة موتها هذه أيقظت ذكريات كوتا المفقودة لمقتل عائلته.

### أيكو تاكادا
الأداء الصوتي: ماريا ياماموتو
أيكو تاكادا (高田愛子 Takada Aiko) هي صديقة لوسي قبل ثلاث سنوات من بداية القصة الرئيسية، رغم أن اسمها الكامل لم يُكشَف. صارت أيكو البشرية الثانية التي أعطت لوسي الحب وقبلت بها كما هي، بغض النظر عن قرنيها. كانت دائماً ترى لوسي في ساحة اللعب وأحبت رسمها، حيث أرادت أن تصير فنانة. عاشت أيكو مع والدها المتعسف (الذي لا يريدها أن تصير فنانة) وصديقته. تصادقت هي ولوسي وأخبرتها كيف أن والدتها فنانة وسافرت للخارج. قالت أن هناك معرضاً فنياً كبيراً في البلدة وتتوقع أن ترى والدتها هناك، وأنها تريد أن تعطيها صورة رسمتها لها. عندما ذهبت لوسي لرؤية أيكو، كانت أيكو قد قتلت والدها عندما كاد يطعن الصورة بسكين، دفعته وجعله ذلك يصيب عنقه. عارفة بأن الشرطة ستأتي، هربت مع لوسي إلى المتحف الفني حتى تستطيع أيكو إيصال الصورة إلى والدتها قبل أن يُقبَض عليهما.
لسوء الحظ، كان المعرض مغلقاً حينها وظهر كوراما ورجاله للقبض على الفتاتين. تسلل أحد رجال كوراما وأطلق النار، ودفعت أيكو لوسي وأُصيبت. وعد كوراما بسلامة أيكو مقابل استسلام لوسي. وافقت لوسي وظهرت لاحقاً مع كوراما، أثناء تقييدها أخبرها أن أيكو ماتت في المستشفى بسبب إصابتها. موت أيكو كان القشة الأخيرة للوسي لتصير مصممة على قتل جميع من في حياة كوراما. في فصل السلسلة الأخير، مشى وانتا بجانب ملصق لأيكو، يعلن عن معرضها الفني الحالي، مما يحتمل أن كوراما كذب على لوسي بشأن موت أيكو. من المحتمل أيضاً أنه ملصق لوالدتها، مقيمة معرضاً مرة أخرى في كاماكورا بعد سنوات من موت ابنتها.
أُسردت هذه القصة في أوفا السلسلة، لكن مع بعض التغييرات.